# Saint-Jean, Haute-Garonne
Saint-Jean là một xã ở tỉnh Haute-Garonne vùng Occitanie tây nam nước Pháp. Xã Saint-Jean, Haute-Garonne nằm ở khu vực có độ cao trung bình 205 mét trên mực nước biển. Xã nằm ở đông bắc Toulouse trên tuyến N88 hay đường Albi.

## Di tích

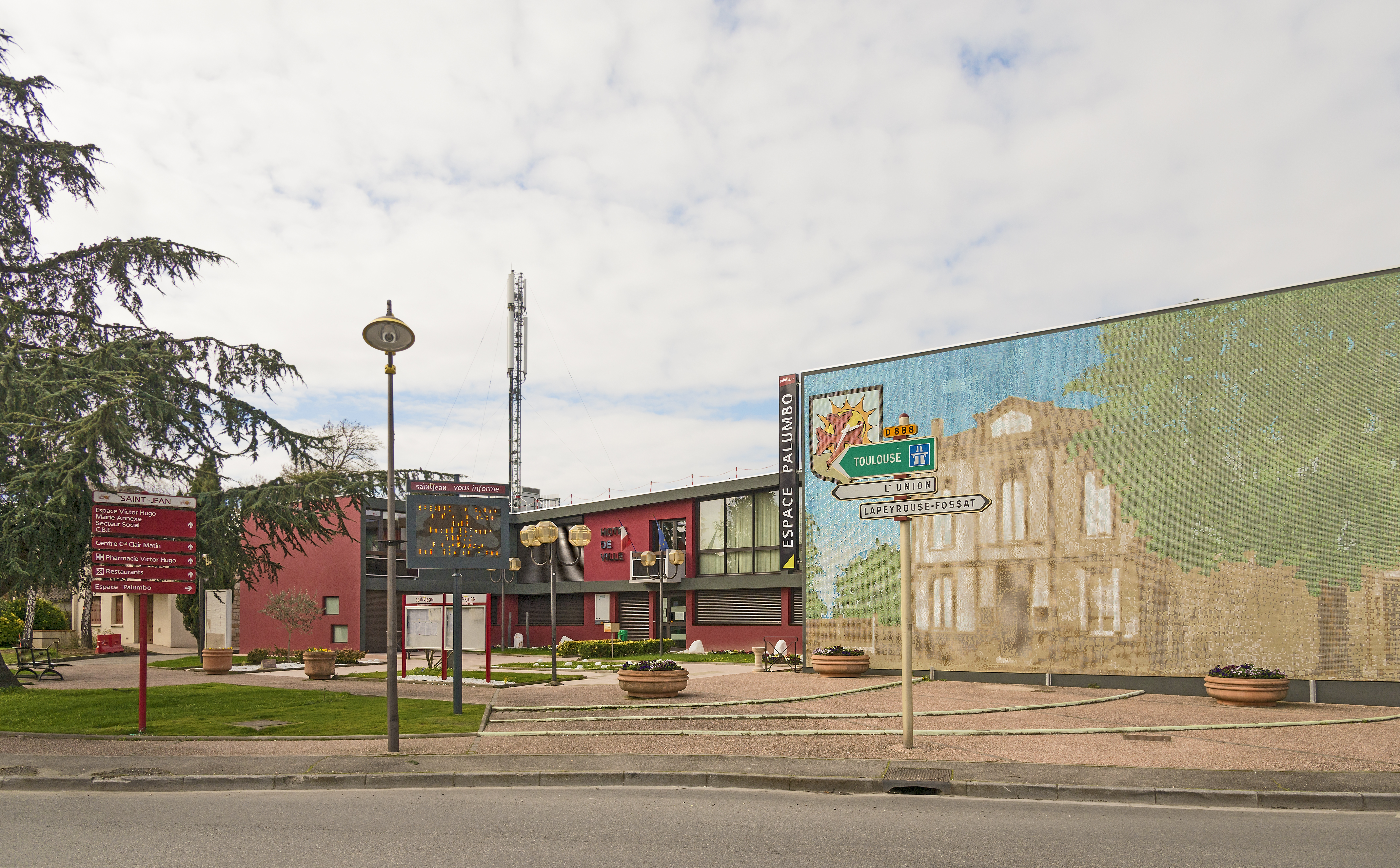
Tòa thị chính.
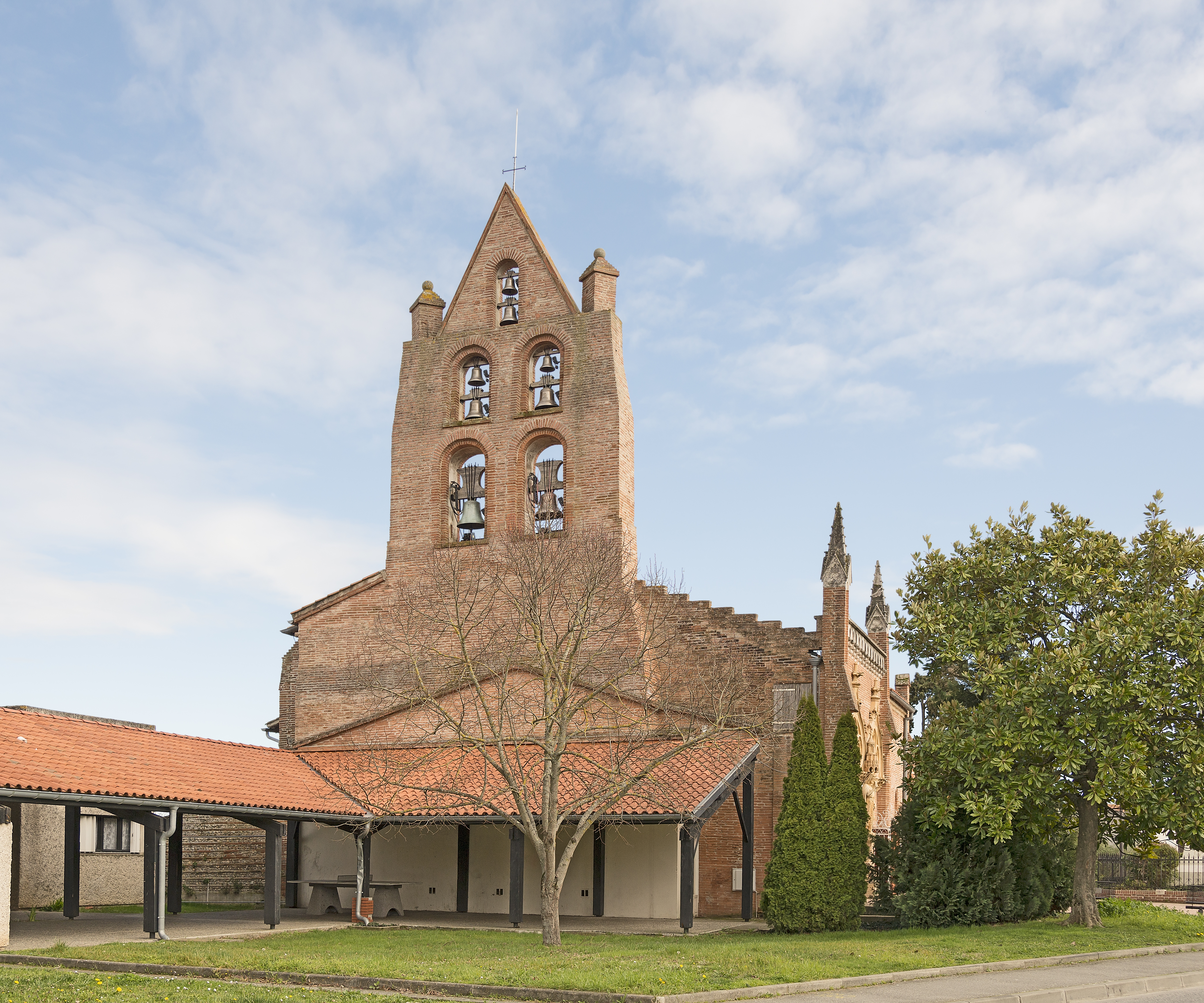
Nhà thờ.
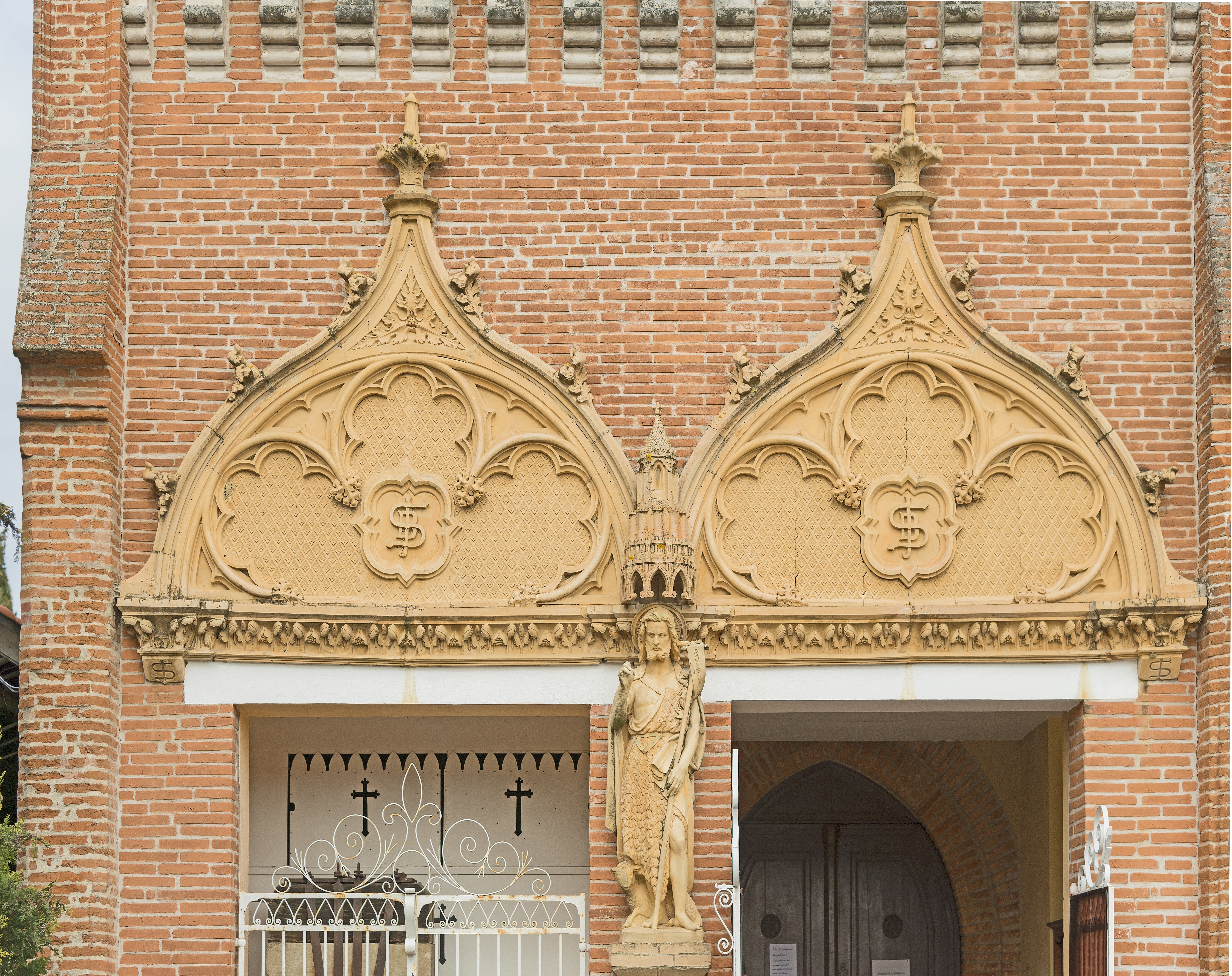